# الجناتي

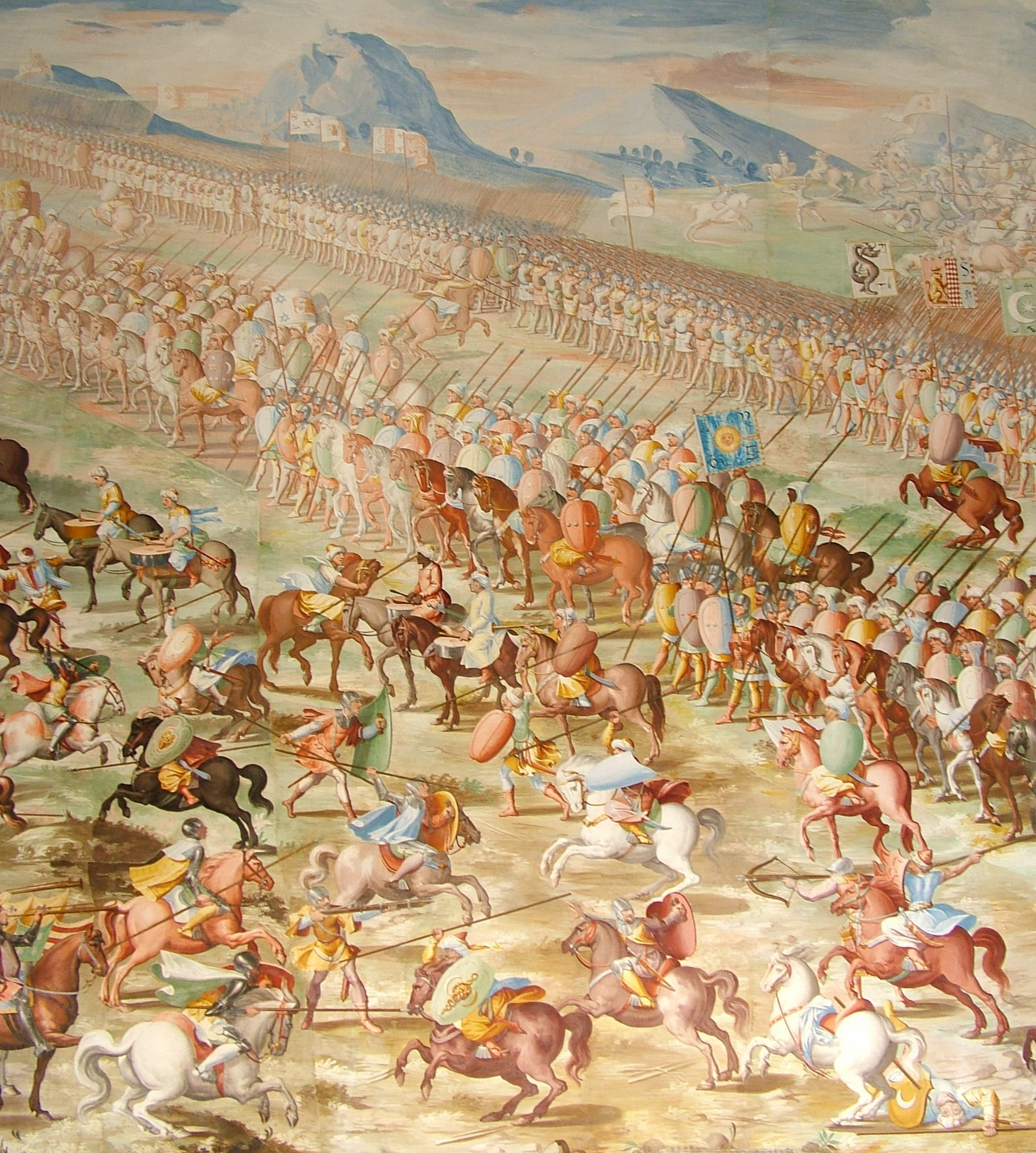
سلاح الغزاة الزناتي بجيش أبو عبد الله محمد التاسع في معركة إيغيرويلا.

الجناتي أو الزناتي (بالإسبانية: Jinete وتنطق [xiˈnete]) هي كلمة إسبانية تعني «الفارس»، خصوصا المتعلق بسلاح الفرسان الخفيف.

## التسمية
تشير كلمة الجناتي إلى قبيلة زناتة الأمازيغية والتي إشتهرت بسلاح الفرسان، وقد استخدمت في اللغات القشتالية والبروفنسالية والأكستانية والبرتغالية للإشارة إلى أولئك الذين يظهرون مهارة كبيرة في ركوب الخيل وخاصة الخيل الزناتي الذي كان يستعمل في سلاح الفرسان الخفيف.

## التاريخ
تعتبر زناتة من أكبر القبائل الأمازيغية في شمال أفريقيا بحيث تمتد من غرب ليبيا إلى المغرب حاليا، كان أغلب الزناتيون فرسانا ماهرون  وقد شاركوا في الفتح الإسلامي للأندلس وكونوا نواة سلاح الغزاة داخل الجيش الموري.

عرفت فرق زناتة العسكرية بنظام متميز وتكتيك عسكري خاص نسب إليهم فيما بعد وإنشر في الاندلس لدى المسلميين والمسيحيين. يصف سير تشارلز أومان تكتيكاتهم على النحو التالي: 
«لم تكن تكتيكاتهم هي الإغلاق بل كانت فرقهم تحوم حول الخصوم، وتستمر في مضايقتهم والضغط عليهم إلى أن يضطروا للإنسحاب أو كسر تشكيلهم، وعندما تحين هذه الفرصة يقومون بحصارهم والهجوم عليهم» 

«كانت تكتيكات الزناتيين هي الاحتشاد حول العدو، وإغراقه بالسهام، والتراجع المزيف إذا هوجموا بشكل جماعي. لكنهم يعودون لمناوشة العدو من الجوانب والإنقضاض عليه عندما يتعب، أو عندما يقع في حالة اضطراب»  

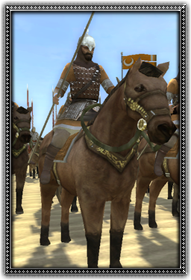
فارس غزاة زناتي من شعب المور بلعبة الحرب الشاملة (سلسلة)

كان الفارس الزناتي يتسلح بدرع جلدي ورمح طويل وسيف وقد عرف الزناتيون بمهارتهم بالفروسية وبراعتهم في الرماية إلى أن أصبحت كلمة زناتي تطلق على كل شخص ماهر في الفروسية والرماية، وتميزوا كذلك بإمتطائهم للحصان البربري المعروف بقوته وتحمله ورشاقته والذي سيقوم القشتاليون فيما بعد بتهجينه مع الخيل الإيبيري لينتج لنا الخيل الزناتي.
كل هذه الخصائص والمميزات لفرق زناتة العسكرية شكلت نقطة قوة لجيش المسلمين في الأندلس، مما جعل القشتاليون يقومون بنسخ هذه الفرق ومحاولة تطويرها ثم إدرجها ضمن جيوشهم فيشير المؤرخ الاسباني ايلا إلى ان ملوك قشتالة إتخدوا إلى جانب فرقهم الثقيلة المدرعة بالحديد فرقا خاصة بين الفرسان يحاربون على طريقة فرق الزناتيين السريعة الحركة ذات الدروع الجلدية الصلبة واستراتيجية الكر والفر والتراجع المزيف في القتال وأطلقوا على هذه الوحدات اسم الجينيتي.
كانت وحدات الجينيتي هي وحدات سلاح الفرسان الخفيف ضمن الجيش القشتالي، لعبوا دورًا مهمًا طوال فترة الإسترداد حتى القرن السادس عشر. كما شاركوا في الحروب الإيطالية تحت قيادة جونزالو دي كوردوبا ورامون دي كاردونا.

## الاستخدام المعاصر
في المكسيك، تعني كلمة جناتي «راعي البقر». وفي اللغة القشتالية، يتم إستخدامها كصفة للفارس الذي يعرف كيفية ركوب الخيل، وخاصة أولئك الذين يتقنون الفروسية، مثل الغاوتشو، أو هواسو السهول، أو رعاة البقر، أو فاكيرو، أو شارو.... كما أنها تستخدم في الجيش الإسباني لتحديد الأفراد الذين ينتمون إلى سلاح الفرسان.